# Сараджишвілі (акціонерне товариство)
JSC Sarajishvili (груз. სს „სარაჯიშვილი“) є одним із найстаріших виробників бренді в Грузії. Заснований у 1884 році грузинським аристократом Давидом Сараджішвілі. Після націоналізації підприємства комуністами назва була змінена на Тбіліський коньячний завод. У 1994 році підприємство було приватизоване.

## Історія
Історія підприємства сягає 1884, коли Давид Сараджишвілі заснував у Тбілісі, вперше в Російській Імперії, виробництво бренді за класичною технологією.
В радянські часи підприємство називалося «Тбіліський коньячний завод».
В 1994 підприємство було приватизоване і за ініціативою власника йому було повернуто назву «Сараджишвілі».
Компанія в основному спеціалізується на виробництві високоякісного коньяку та горілки, експортуючи продукцію в країни всього світу.